# Xã Adams, Quận Guernsey, Ohio
Xã Adams (tiếng Anh: Adams Township) là một xã thuộc quận Guernsey, tiểu bang Ohio, Hoa Kỳ. Năm 2010, dân số của xã này là 2.036 người.